# Repêchage d'entrée dans la LNH 1996
1995 1997
Le repêchage d'entrée dans la Ligue nationale de hockey 1996 eut lieu au Scottrade Center à Saint-Louis dans le Missouri le 22 juin.

## Sélections par tour[1],[2],[3]
Les sigles suivants seront utilisés dans les tableaux pour parler des ligues mineures:
- OHL : Ligue de hockey de l'Ontario.
- LHJMQ : Ligue de hockey junior majeur du Québec.
- NCAA : National Collegiate Athletic Association
- WHL : Ligue de hockey de l'ouest
- WHA : Association mondiale de hockey
- Extraliga : Championnat de République tchèque de hockey sur glace
- SM-liiga : Championnat de Finlande de hockey sur glace
- Elitserien : Championnat de Suède de hockey sur glace
- Superliga : Championnat de Russie de hockey sur glace
- DEL : Deutsche Eishockey-Liga, championnat d'Allemagne de hockey sur glace

### 1ertour
| Rang | Joueur              | Nationalité        | Équipe LNH             | Repêché de                           |
| ---- | ------------------- | ------------------ | ---------------------- | ------------------------------------ |
| 1    | Chris Phillips      | Canada             | Sénateurs d'Ottawa     | Raiders de Prince Albert (WHL)       |
| 2    | Andreï Ziouzine     | Russie             | Sharks de San José     | Salavat Ioulaïev Oufa (Superliga)    |
| 3    | Jean-Pierre Dumont  | Canada             | Islanders de New York  | Foreurs de Val-d'Or (LHJMQ)          |
| 4    | Aleksandr Volchkov  | Russie             | Capitals de Washington | Colts de Barrie (OHL)                |
| 5    | Richard Jackman     | Canada             | Stars de Dallas        | Greyhounds de Sault Ste. Marie (OHL) |
| 6    | Boyd Devereaux      | Canada             | Oilers d'Edmonton      | Rangers de Kitchener (OHL)           |
| 7    | Erik Rasmussen      | États-Unis         | Sabres de Buffalo      | Minnesota Golden Gophers (NCAA)      |
| 8    | Johnathan Aitken    | Canada             | Bruins de Boston       | Tigers de Medicine Hat (WHL)         |
| 9    | Rouslan Saleï       | Biélorussie        | Mighty Ducks d'Anaheim | Thunder de Las Vegas (LIH)           |
| 10   | Lance Ward          | Canada             | Devils du New Jersey   | Rebels de Red Deer (WHL)             |
| 11   | Dan Focht           | Canada             | Coyotes de Phoenix     | Americans de Tri-City (WHL)          |
| 12   | Josh Holden         | Canada             | Canucks de Vancouver   | Pats de Regina (WHL)                 |
| 13   | Derek Morris        | Canada             | Flames de Calgary      | Pats de Regina (WHL)                 |
| 14   | Marty Reasoner      | États-Unis         | Blues de Saint-Louis   | Eagles de Boston College (NCAA)      |
| 15   | Dainius Zubrus      | Lituanie           | Flyers de Philadelphie | Pembroke (COJHL)                     |
| 16   | Mario Larocque      | Canada             | Lightning de Tampa Bay | Olympiques de Hull (LHJMQ)           |
| 17   | Jaroslav Svejkovsky | République tchèque | Capitals de Washington | Americans de Tri-City (WHL)          |
| 18   | Matt Higgins        | Canada             | Canadiens de Montréal  | Warriors de Moose Jaw (WHL)          |
| 19   | Matthieu Descoteaux | Canada             | Oilers d'Edmonton      | Cataractes de Shawinigan (LHJMQ)     |
| 20   | Marcus Nilson       | Suède              | Panthers de la Floride | Djurgårdens IF (Elitserien)          |
| 21   | Marco Sturm         | Allemagne          | Sharks de San José     | EV Landshut (DEL)                    |
| 22   | Jeff Brown          | Canada             | Rangers de New York    | Sting de Sarnia (OHL)                |
| 23   | Craig Hillier       | Canada             | Penguins de Pittsburgh | 67 d'Ottawa (OHL)                    |
| 24   | Daniel Brière       | Canada             | Coyotes de Phoenix     | Voltigeurs de Drummondville (LHJMQ)  |
| 25   | Peter Ratchuk       | États-Unis         | Avalanche du Colorado  | Shattuck St. Mary's (Minn H.S.)      |
| 26   | Jesse Wallin        | Canada             | Red Wings de Détroit   | Rebels de Red Deer (WHL)             |

### 2etour
| Rang | Joueur          | Nationalité        | Équipe LNH             | Repêché de                              |
| ---- | --------------- | ------------------ | ---------------------- | --------------------------------------- |
| 27   | Cory Sarich     | Canada             | Sabres de Buffalo      | Blades de Saskatoon (WHL)               |
| 28   | Pavel Skrbek    | République tchèque | Penguins de Pittsburgh | HC Kladno (Extraliga)                   |
| 29   | Dan LaCouture   | États-Unis         | Islanders de New York  | Whalers Junior de Enfield (EJHL)        |
| 30   | Josh Green      | Canada             | Kings de Los Angeles   | Tigers de Medicine Hat (WHL)            |
| 31   | Rémi Royer      | Canada             | Blackhawks de Chicago  | Lasers de Saint-Hyacinthe (LHJMQ)       |
| 32   | Chris Hajt      | Canada             | Oilers d'Edmonton      | Storm de Guelph (OHL)                   |
| 33   | Darren Van Oene | Canada             | Sabres de Buffalo      | Wheat Kings de Brandon (WHL)            |
| 34   | Trevor Wasyluk  | Canada             | Whalers de Hartford    | Tigers de Medicine Hat (WHL)            |
| 35   | Matt Cullen     | États-Unis         | Mighty Ducks d'Anaheim | Huskies de St. Cloud State (NCAA)       |
| 36   | Marek Posmyk    | République tchèque | Maple Leafs de Toronto | Dukla Jihlava (Extraliga)               |
| 37   | Marian Cisar    | Slovaquie          | Kings de Los Angeles   | Bratislava (Slovakia)                   |
| 38   | Wesley Mason    | Canada             | Devils du New Jersey   | Sting de Sarnia (OHL)                   |
| 39   | Travis Brigley  | Canada             | Flames de Calgary      | Hurricanes de Lethbridge (WHL)          |
| 40   | Steve Bégin     | Canada             | Flames de Calgary      | Foreurs de Val-d'Or (LHJMQ)             |
| 41   | Joshua DeWolf   | États-Unis         | Devils du New Jersey   | Twin Cities (USHL)                      |
| 42   | Jeff Paul       | Canada             | Blackhawks de Chicago  | Otters d'Érié (OHL)                     |
| 43   | Jan Bulis       | République tchèque | Capitals de Washington | Colts de Barrie (OHL)                   |
| 44   | Mathieu Garon   | Canada             | Canadiens de Montréal  | Tigres de Victoriaville (LHJMQ)         |
| 45   | Henry Kuster    | Canada             | Bruins de Boston       | Tigers de Medicine Hat (WHL)            |
| 46   | Geoff Peters    | Canada             | Blackhawks de Chicago  | Otters d'Érié (OHL)                     |
| 47   | Pierre Dagenais | Canada             | Devils du New Jersey   | Alpines de Moncton (LHJMQ)              |
| 48   | Daniel Goneau   | Canada             | Rangers de New York    | Prédateurs de Granby (LHJMQ)            |
| 49   | Colin White     | Canada             | Devils du New Jersey   | Olympiques de Hull (LHJMQ)              |
| 50   | Francis Larivée | Canada             | Maple Leafs de Toronto | Titan Collège-Français de Laval (LHJMQ) |
| 51   | Iouri Babenko   | Russie             | Avalanche du Colorado  | Krylia Sovetov (Superliga)              |
| 52   | Aren Miller     | Canada             | Red Wings de Détroit   | Chiefs de Spokane (WHL)                 |

### 3etour
| Rang | Joueur              | Nationalité | Équipe LNH             | Repêché de                           |
| ---- | ------------------- | ----------- | ---------------------- | ------------------------------------ |
| 53   | Eric Naud           | Canada      | Bruins de Boston       | Lasers de Saint-Hyacinthe (LHJMQ)    |
| 54   | Francois Méthot     | Canada      | Sabres de Buffalo      | Lasers de Saint-Hyacinthe (LHJMQ)    |
| 55   | Terry Friesen       | Canada      | Sharks de San José     | Broncos de Swift Current (WHL)       |
| 56   | Zdeno Chára         | Slovaquie   | Islanders de New York  | Dukla Trencin (Slovak)               |
| 57   | Greg Phillips       | Canada      | Kings de Los Angeles   | Blades de Saskatoon (WHL)            |
| 58   | Sergueï Zimakov     | Russie      | Capitals de Washington | Krylia Sovetov (Superliga)           |
| 59   | Tom Poti            | États-Unis  | Oilers d'Edmonton      | Académie Cushing (Mass.)             |
| 60   | Chris Allen         | Canada      | Panthers de la Floride | Frontenacs de Kingston (OHL)         |
| 61   | Andreï Petrounine   | Russie      | Whalers de Hartford    | HK CSKA Moscou (Superliga)           |
| 62   | Per-Anton Lundström | Suède       | Coyotes de Phoenix     | MODO Hockey (Elitserien)             |
| 63   | Scott Parker        | États-Unis  | Devils du New Jersey   | Rockets de Kelowna (WHL)             |
| 64   | Chester Gallant     | Canada      | Flyers de Philadelphie | Otters d'Érié (OHL)                  |
| 65   | Oleg Kvacha         | Russie      | Panthers de la Floride | HK CSKA Moscou (Superliga)           |
| 66   | Mike Lankshear      | Canada      | Maple Leafs de Toronto | Storm de Guelph (OHL)                |
| 67   | Gordie Dwyer        | Canada      | Blues de Saint-Louis   | Harfangs de Beauport (LHJMQ)         |
| 68   | Konstantin Kalmikov | Ukraine     | Maple Leafs de Toronto | Falcons de Détroit (CoHL)            |
| 69   | Curtis Tipler       | Canada      | Lightning de Tampa Bay | Pats de Regina (WHL)                 |
| 70   | Jonathan Sim        | Canada      | Stars de Dallas        | Sting de Sarnia (OHL)                |
| 71   | Arron Asham         | Canada      | Canadiens de Montréal  | Rebels de Red Deer (WHL)             |
| 72   | Boyd Kane           | Canada      | Penguins de Pittsburgh | Pats de Regina (WHL)                 |
| 73   | Dmitri Vlassenkov   | Russie      | Flames de Calgary      | Torpedo Iaroslavl (Superliga)        |
| 74   | David Weninger      | Canada      | Capitals de Washington | Huskies de Michigan Tech (NCAA)      |
| 75   | Zenith Komarniski   | Canada      | Canucks de Vancouver   | Americans de Tri-City (WHL)          |
| 76   | Dmitri Soubbotine   | Russie      | Rangers de New York    | HK CSKA Moscou (Superliga)           |
| 77   | Boris Protsenko     | Ukraine     | Penguins de Pittsburgh | Hitmen de Calgary (WHL)              |
| 78   | Shawn McNeil        | Canada      | Capitals de Washington | Blazers de Kamloops (WHL)            |
| 79   | Mark Parrish        | États-Unis  | Avalanche du Colorado  | Huskies de St. Cloud State (NCAA)    |
| 80   | Jason Doyle         | Canada      | Bruins de Boston       | Greyhounds de Sault Ste. Marie (OHL) |

### 4etour
| Rang | Joueur             | Nationalité        | Équipe LNH             | Repêché de                             |
| ---- | ------------------ | ------------------ | ---------------------- | -------------------------------------- |
| 81   | Antti-Jussi Niemi  | Finlande           | Sénateurs d'Ottawa     | Jokerit Helsinki (SM-liiga)            |
| 82   | Joey Tetarenko     | Canada             | Panthers de la Floride | Winter Hawks de Portland (WHL)         |
| 83   | Tyrone Garner      | Canada             | Islanders de New York  | Generals d'Oshawa (OHL)                |
| 84   | Mikael Simons      | Suède              | Kings de Los Angeles   | Mora (Elitserien)                      |
| 85   | Justin Davis       | Canada             | Capitals de Washington | Frontenacs de Kingston (OHL)           |
| 86   | Jason Sessa        | États-Unis         | Maple Leafs de Toronto | Lakers de Lake Superior State (NCAA)   |
| 87   | Kurt Walsh         | Canada             | Sabres de Buffalo      | Attack d'Owen Sound (OHL)              |
| 88   | Craig MacDonald    | Canada             | Whalers de Hartford    | Crimson d'Harvard (NCAA)               |
| 89   | Toni Lydman        | Finlande           | Flames de Calgary      | Reipas (SM-liiga)                      |
| 90   | Mike Hurley        | Canada             | Stars de Dallas        | Americans de Tri-City (WHL)            |
| 91   | Josef Boumedienne  | Suède              | Devils du New Jersey   | Huddinge (Elitserien)                  |
| 92   | Kim Staal          | Danemark           | Canadiens de Montréal  | Malmo IF (Elitserien)                  |
| 93   | Jonas Soling       | Suède              | Canucks de Vancouver   | Huddinge (Elitserien)                  |
| 94   | Christian Lefebvre | Canada             | Flames de Calgary      | Prédateurs de Granby (LHJMQ)           |
| 95   | Jonathan Zukiwsky  | Canada             | Blues de Saint-Louis   | Rebels de Red Deer (WHL)               |
| 96   | Éric Bélanger      | Canada             | Kings de Los Angeles   | Harfangs de Beauport (LHJMQ)           |
| 97   | Andreï Petrakov    | Russie             | Blues de Saint-Louis   | Yekaterinburg Automobilist (Superliga) |
| 98   | Ben Storey         | Canada             | Avalanche du Colorado  | Crimson d'Harvard (NCAA)               |
| 99   | Étienne Drapeau    | Canada             | Canadiens de Montréal  | Harfangs de Beauport (LHJMQ)           |
| 100  | Trent Whitfield    | Canada             | Bruins de Boston       | Chiefs de Spokane (WHL)                |
| 101  | Josh MacNevin      | Canada             | Devils du New Jersey   | Vipers de Vernon (BCJHL)               |
| 102  | Matt Bradley       | Canada             | Sharks de San José     | Frontenacs de Kingston (OHL)           |
| 103  | Vladimir Antipov   | Russie             | Maple Leafs de Toronto | Torpedo Iaroslavl (Superliga)          |
| 104  | Steve Wasylko      | Canada             | Whalers de Hartford    | Whalers de Détroit (OHL)               |
| 105  | Michal Rozsíval    | République tchèque | Penguins de Pittsburgh | HC Dukla Jihlava (Extraliga)           |
| 106  | Mike Martone       | Canada             | Sabres de Buffalo      | Petes de Peterborough (OHL)            |
| 107  | Randy Petruk       | Canada             | Avalanche du Colorado  | Blazers de Kamloops (WHL)              |
| 108  | Johan Forsander    | Suède              | Red Wings de Détroit   | HV71 (Elitserien)                      |

### 5etour
| Rang | Joueur               | Nationalité        | Équipe LNH             | Repêché de                           |
| ---- | -------------------- | ------------------ | ---------------------- | ------------------------------------ |
| 109  | Andrew Berenzweig    | États-Unis         | Islanders de New York  | Wolverines du Michigan (NCAA)        |
| 110  | Peter Cava           | Canada             | Maple Leafs de Toronto | Greyhounds de Sault Ste. Marie (OHL) |
| 111  | Brandon Sugden       | Canada             | Maple Leafs de Toronto | Knights de London (OHL)              |
| 112  | Ryan Christie        | Canada             | Stars de Dallas        | Attack d'Owen Sound (OHL)            |
| 113  | Ievgueni Tsybouk     | Russie             | Stars de Dallas        | Torpedo Iaroslavl (Superliga)        |
| 114  | Brian Urick          | États-Unis         | Oilers d'Edmonton      | Fighting Irish de Notre Dame (NCAA)  |
| 115  | Alekseï Tezikov      | Russie             | Sabres de Buffalo      | Lada Togliatti (Superliga)           |
| 116  | Mark McMahon         | Canada             | Whalers de Hartford    | Rangers de Kitchener (OHL)           |
| 117  | Brendan Buckley      | États-Unis         | Mighty Ducks d'Anaheim | Eagles de Boston College (NCAA)      |
| 118  | Glenn Crawford       | Canada             | Devils du New Jersey   | Spitfires de Windsor (OHL)           |
| 119  | Richard Lintner      | Slovaquie          | Coyotes de Phoenix     | Trencin Jr. (Slovakia)               |
| 120  | Jesse Black          | Canada             | Kings de Los Angeles   | Otters d'Érié (OHL)                  |
| 121  | Tyler Prosofsky      | Canada             | Canucks de Vancouver   | Rockets de Kelowna (WHL)             |
| 122  | Josef Straka         | République tchèque | Flames de Calgary      | HC Chemopetrol Litvínov (Extraliga)  |
| 123  | Peter Hogan          | Canada             | Kings de Los Angeles   | Generals d'Oshawa (OHL)              |
| 124  | Per-Ragnar Bergkvist | Suède              | Flyers de Philadelphie | Leksands IF (Elitserien)             |
| 125  | Jason Robinson       | Canada             | Lightning de Tampa Bay | Otters d'Érié (OHL)                  |
| 126  | Matthew Lahey        | Canada             | Capitals de Washington | Petes de Peterborough (OHL)          |
| 127  | Daniel Archambault   | Canada             | Canadiens de Montréal  | Foreurs de Val-d'Or (LHJMQ)          |
| 128  | Petr Sachl           | République tchèque | Islanders de New York  | HC České Budějovice (Extraliga)      |
| 129  | Andrew Long          | Canada             | Panthers de la Floride | Storm de Guelph (OHL)                |
| 130  | Andy Johnson         | Canada             | Blackhawks de Chicago  | Petes de Peterborough (OHL)          |
| 131  | Colin Pepperall      | Canada             | Rangers de New York    | Otters d'Érié (OHL)                  |
| 132  | Elias Abrahamsson    | Suède              | Bruins de Boston       | Mooseheads d'Halifax (LHJMQ)         |
| 133  | Jesse Boulerice      | États-Unis         | Flyers de Philadelphie | Whalers de Détroit (OHL)             |
| 134  | Luke Curtin          | États-Unis         | Avalanche du Colorado  | Rockets de Kelowna (WHL)             |
| 135  | Michal Podolka       | République tchèque | Red Wings de Détroit   | Greyhounds de Sault Ste. Marie (OHL) |

### 6etour
| Rang | Joueur                    | Nationalité | Équipe LNH             | Repêché de                           |
| ---- | ------------------------- | ----------- | ---------------------- | ------------------------------------ |
| 136  | Andreas Dackell           | Suède       | Sénateurs d'Ottawa     | Brynas IF (Elitserien)               |
| 137  | Michel Larocque           | Allemagne   | Sharks de San José     | Terriers de Boston (NCAA)            |
| 138  | Todd Miller               | Canada      | Islanders de New York  | Sting de Sarnia (OHL)                |
| 139  | Robert Esche              | États-Unis  | Coyotes de Phoenix     | Whalers de Détroit (OHL)             |
| 140  | Dmitro Yakouchine         | Ukraine     | Maple Leafs de Toronto | Pembroke (COJHL)                     |
| 141  | Bryan Randall             | Canada      | Oilers d'Edmonton      | Tigers de Medicine Hat (WHL)         |
| 142  | Ryan Davis                | Canada      | Sabres de Buffalo      | Attack d'Owen Sound (OHL)            |
| 143  | Aaron Baker               | Canada      | Whalers de Hartford    | Americans de Tri-City (WHL)          |
| 144  | Magnus Nilsson            | Suède       | Red Wings de Détroit   | Vita Hasten (Elitserien)             |
| 145  | Sean Ritchlin             | États-Unis  | Devils du New Jersey   | Wolverines du Michigan (NCAA)        |
| 146  | Brian Willsie             | Canada      | Avalanche du Colorado  | Storm de Guelph (OHL)                |
| 147  | Nolan McDonald            | Canada      | Canucks de Vancouver   | Catamounts du Vermont (NCAA)         |
| 148  | Chris Bogas               | États-Unis  | Maple Leafs de Toronto | Wolverines du Michigan (NCAA)        |
| 149  | Blaine Russell            | Canada      | Mighty Ducks d'Anaheim | Raiders de Prince Albert (WHL)       |
| 150  | Peter Bergman             | Canada      | Penguins de Pittsburgh | Blazers de Kamloops (WHL)            |
| 151  | Lucio DeMartinis          | Canada      | Maple Leafs de Toronto | Cataractes de Shawinigan (LHJMQ)     |
| 152  | Nikolai Ignatov           | Russie      | Lightning de Tampa Bay | CSKA Moscou (Superliga)              |
| 153  | Andrew (A.J.) Van Bruggen | États-Unis  | Capitals de Washington | Wildcats de Northern Michigan (NCAA) |
| 154  | Brett Clark               | Canada      | Canadiens de Montréal  | Black Bears du Maine (NCAA)          |
| 155  | Chris Lane                | Canada      | Bruins de Boston       | Chiefs de Spokane (WHL)              |
| 156  | Gaétan Poirier            | Canada      | Panthers de la Floride | Warriors de Merrimack (NCAA)         |
| 157  | Xavier Delisle            | Canada      | Lightning de Tampa Bay | Prédateurs de Granby (LHJMQ)         |
| 158  | Ola Sandberg              | Suède       | Rangers de New York    | Djurgardens IF (Elitserien)          |
| 159  | Stephen Wagner            | Canada      | Blues de Saint-Louis   | Grizzlys de Olds (AJHL)              |
| 160  | Kai Fischer               | Allemagne   | Avalanche du Colorado  | Duesseldorf EG (DEL)                 |
| 161  | Darren Mortier            | Canada      | Sabres de Buffalo      | Sting de Sarnia (OHL)                |
| 162  | Alexandre Jacques         | Canada      | Red Wings de Détroit   | Cataractes de Shawinigan (LHJMQ)     |

### 7etour
| Rang | Joueur                   | Nationalité        | Équipe LNH             | Repêché de                         |
| ---- | ------------------------ | ------------------ | ---------------------- | ---------------------------------- |
| 163  | Francois Hardy           | Canada             | Sénateurs d'Ottawa     | Foreurs de Val-d'Or (LHJMQ)        |
| 164  | Jake Deadmarsh           | Canada             | Sharks de San José     | Blazers de Kamloops (WHL)          |
| 165  | Joe (J.R.) Prestifilippo | États-Unis         | Islanders de New York  | Académie Hotchkiss (Conn.)         |
| 166  | Eoin McInerney           | Canada             | Stars de Dallas        | Knights de London (OHL)            |
| 167  | Dan Hinote               | États-Unis         | Avalanche du Colorado  | Black Knights d'Army (NCAA)        |
| 168  | David Bernier            | Canada             | Oilers d'Edmonton      | Lasers de Saint-Hyacinthe (LHJMQ)  |
| 169  | Daniel Corso             | Canada             | Blues de Saint-Louis   | Tigres de Victoriaville (LHJMQ)    |
| 170  | Brandon Lafrance         | Canada             | Oilers d'Edmonton      | Buckeyes d'Ohio State (NCAA)       |
| 171  | Greg Kuznik              | Canada             | Whalers de Hartford    | Thunderbirds de Seattle (WHL)      |
| 172  | Timo Ahmaoja             | États-Unis         | Mighty Ducks d'Anaheim | JyP Jyvaskyla (SM-liiga)           |
| 173  | Daryl Andrews            | Canada             | Devils du New Jersey   | Melfort (SJHL)                     |
| 174  | Trevor Letowski          | Canada             | Coyotes de Phoenix     | Sting de Sarnia (OHL)              |
| 175  | Clint Cabana             | Canada             | Canucks de Vancouver   | Tigers de Medicine Hat (WHL)       |
| 176  | Samuel Påhlsson          | Suède              | Avalanche du Colorado  | MODO hockey (Elitserien)           |
| 177  | Reed Low                 | Canada             | Blues de Saint-Louis   | Warriors de Moose Jaw (WHL)        |
| 178  | Reggie Berg              | États-Unis         | Maple Leafs de Toronto | Golden Gophers du Minnesota (NCAA) |
| 179  | Pavel Kubina             | République tchèque | Lightning de Tampa Bay | HC Vitkovice (Extraliga)           |
| 180  | Mike Anderson            | États-Unis         | Capitals de Washington | Golden Gophers du Minnesota (NCAA) |
| 181  | Timo Vertala             | Finlande           | Canadiens de Montréal  | JyP Jyvaskyla (SM-liiga)           |
| 182  | Thomas Brown             | Canada             | Bruins de Boston       | Sting de Sarnia (OHL)              |
| 183  | Alexandre Couture        | Canada             | Panthers de la Floride | Tigres de Victoriaville (LHJMQ)    |
| 184  | Mike Vellinga            | Canada             | Blackhawks de Chicago  | Storm de Guelph (OHL)              |
| 185  | Jeff Dessner             | États-Unis         | Rangers de New York    | Taft H.S. (Conn.)                  |
| 186  | Éric Meloche             | Canada             | Penguins de Pittsburgh | Cornwall (COJHL)                   |
| 187  | Roman Malov              | Russie             | Flyers de Philadelphie | Avangard Omsk (Superliga)          |
| 188  | Roman Pylner             | République tchèque | Avalanche du Colorado  | Litvinov Jr. (Extraliga)           |
| 189  | Colin Beardsmore         | Canada             | Red Wings de Détroit   | Centennials de North Bay (OHL)     |

### 8etour
| Rang | Joueur             | Nationalité        | Équipe LNH             | Repêché de                     |
| ---- | ------------------ | ------------------ | ---------------------- | ------------------------------ |
| 190  | Stephen Valiquette | Canada             | Kings de Los Angeles   | Wolves de Sudbury (OHL)        |
| 191  | Cory Cyrenne       | Canada             | Sharks de San José     | Wheat Kings de Brandon (WHL)   |
| 192  | Ievgueni Koroliov  | Russie             | Islanders de New York  | Petes de Peterborough (OHL)    |
| 193  | Kai Nurminen       | Finlande           | Kings de Los Angeles   | HV71 (Elitserien)              |
| 194  | Joel Kwiatkowski   | Canada             | Stars de Dallas        | Cougars de Prince George (WHL) |
| 195  | Fernando Pisani    | Canada             | Oilers d'Edmonton      | Saints de St. Albert (AJHL)    |
| 196  | Andrej Podkonicky  | Slovaquie          | Blues de Saint-Louis   | ZTK Zvolen (Slovakia)          |
| 197  | Kevin Marsh        | Canada             | Whalers de Hartford    | Hitmen de Calgary (WHL)        |
| 198  | Kevin Kellett      | Canada             | Mighty Ducks d'Anaheim | Raiders de Prince Albert (WHL) |
| 199  | Willie Mitchell    | Canada             | Devils du New Jersey   | Melfort (SJHL)                 |
| 200  | Nicholas Lent      | États-Unis         | Coyotes de Phoenix     | Lancers d'Omaha (USHL)         |
| 201  | Jeff Scissons      | Canada             | Canucks de Vancouver   | Vipers de Vernon (BCJHL)       |
| 202  | Ryan Wade          | Canada             | Flames de Calgary      | Rockets de Kelowna (WHL)       |
| 203  | Anthony Hutchins   | États-Unis         | Blues de Saint-Louis   | Académie Lawrence (Mass.)      |
| 204  | Tomáš Kaberle      | République tchèque | Maple Leafs de Toronto | HC Kladno (Extraliga)          |
| 205  | Jay Bertsch        | Canada             | Devils du New Jersey   | Chiefs de Spokane (WHL)        |
| 206  | Oleg Orekhovski    | Russie             | Capitals de Washington | HK Dinamo Moscou (Superliga)   |
| 207  | Mattia Baldi       | Suisse             | Canadiens de Montréal  | HC Ambrì-Piotta (LNA)          |
| 208  | Bob Prier          | Canada             | Bruins de Boston       | Saints de St. Lawrence (NCAA)  |
| 209  | Denis Khlopotnov   | Russie             | Panthers de la Floride | HK CSKA Moscou (Superliga)     |
| 210  | Chris Twerdun      | Canada             | Blackhawks de Chicago  | Warriors de Moose Jaw (WHL)    |
| 211  | Ryan McKie         | Canada             | Rangers de New York    | Knights de London (OHL)        |
| 212  | Erich Goldmann     | Allemagne          | Sénateurs d'Ottawa     | Adler Mannheim (DEL)           |
| 213  | Jeff Milliker      | Canada             | Flyers de Philadelphie | Warriors de Moose Jaw (WHL)    |
| 214  | Matthew Scorsune   | États-Unis         | Avalanche du Colorado  | Académie Hotchkiss (Conn.)     |
| 215  | Craig Stahl        | Canada             | Red Wings de Détroit   | Americans de Tri-City (WHL)    |

### 9etour
| Rang | Joueur               | Nationalité | Équipe LNH             | Repêché de                              |
| ---- | -------------------- | ----------- | ---------------------- | --------------------------------------- |
| 216  | Ivan Ciernik         | Slovaquie   | Sénateurs d'Ottawa     | Nitra (Slovaquie)                       |
| 217  | David Thibeault      | Canada      | Sharks de San José     | Voltigeurs de Drummondville (LHJMQ)     |
| 218  | Mike Muzechka        | Canada      | Islanders de New York  | Hitmen de Calgary (WHL)                 |
| 219  | Sebastien Simard     | Canada      | Kings de Los Angeles   | Voltigeurs de Drummondville (LHJMQ)     |
| 220  | Nick Bootland        | Canada      | Stars de Dallas        | Storm de Guelph (OHL)                   |
| 221  | John Hultberg        | États-Unis  | Oilers d'Edmonton      | Frontenacs de Kingston (OHL)            |
| 222  | Scott Buhler         | Canada      | Sabres de Buffalo      | Tigers de Medicine Hat (WHL)            |
| 223  | Craig Adams          | Canada      | Whalers de Hartford    | Crimson d'Harvard (NCAA)                |
| 224  | Tobias Johansson     | Suède       | Mighty Ducks d'Anaheim | Malmo IF (Elitserien)                   |
| 225  | Pasi Petrilainen     | Finlande    | Devils du New Jersey   | Tappara Tampere (SM-liiga)              |
| 226  | Marc-Étienne Hubert  | Canada      | Coyotes de Phoenix     | Titan Collège-Français de Laval (LHJMQ) |
| 227  | Lubomir Vaic         | Slovaquie   | Canucks de Vancouver   | HC Kosice (Slovaquie)                   |
| 228  | Ronald Petrovický    | Slovaquie   | Flames de Calgary      | Cougars de Prince George (WHL)          |
| 229  | Konstantin Chafranov | Kazakhstan  | Blues de Saint-Louis   | Komets de Fort Wayne (IHL)              |
| 230  | Jared Hope           | Canada      | Maple Leafs de Toronto | Chiefs de Spokane (WHL)                 |
| 231  | Askhat Rakhmatouline | Russie      | Whalers de Hartford    | Salavat Ioulaïev Oufa (Superliga)       |
| 232  | Chad Cavanagh        | Canada      | Capitals de Washington | Knights de London (OHL)                 |
| 233  | Michel Tremblay      | Canada      | Canadiens de Montréal  | Cataractes de Shawinigan (LHJMQ)        |
| 234  | Anders Söderberg     | Suède       | Bruins de Boston       | MODO hockey (Elitserien)                |
| 235  | Russell Smith        | Canada      | Panthers de la Floride | Olympiques de Hull (LHJMQ)              |
| 236  | Andreï Kozyrev       | Russie      | Blackhawks de Chicago  | Severstal Tcherepovets (Superliga)      |
| 237  | Ronnie Sundin        | Suède       | Rangers de New York    | Frölunda HC (Elitserien)                |
| 238  | Timo Seikkula        | Finlande    | Penguins de Pittsburgh | Junkkarit HT (SM-liiga)                 |
| 239  | Sami Salo            | Finlande    | Sénateurs d'Ottawa     | TPS Turku (SM-liiga)                    |
| 240  | Justin Clark         | États-Unis  | Avalanche du Colorado  | Wolverines du Michigan (NCAA)           |
| 241  | Ievgueni Afanassiev  | Russie      | Red Wings de Détroit   | Équipe midget de Détroit                |